# Anoxómero
Anoxómero es un antioxidante de fórmula polimérica sintético de fórmula molecular compleja que es empleado en la industria alimentaria con la denominación E 323. posee una masa molar promedio de 4500-5000 g/mol. Se emplea como antioxidante sintético en alimentos con contenido graso por encima del 5%. 

## Propiedades
Se trata de un polímero que al ser calentado desprende gases irritantes a los ojos. No es digerido en el tracto intestinal humano. Desde los años ochenta se ha diseñado este antioxidante para que no fuese adsorbido por el tracto intestinal y no cause, de esta forma, los problemas asociados con otros antioxidantes de la industria, como pueden ser los galatos.

## Usos
Es empleado frecuentemente como un antioxidante de alimentos de contenido graso, con el objetivo de evitar la aparición de olores/sabores rancios. No posee los problemas de inestabilidad de los antioxidantes de medio lípico como el galato de propilo, octilo, etc. Por lo tanto resulta más adecuado que estos. 